# Квинт Муций Сцевола (консул 174 пр.н.е.)
Вижте пояснителната страница за други личности с името Квинт Муций Сцевола.
Квинт Муций Сцевола (на латински: Quintus Mucius Scaevola) e римски политик от 2 век пр.н.е.

## Биография
Произлиза от клон Сцевола на плебейската фамилия Муции. Син е на Квинт Муций Сцевола (претор 215 пр.н.е.) и брат Публий Муций Сцевола (консул 175 пр.н.е.). Баща е на Квинт Муций Сцевола, който e авгур, консул 117 пр.н.е. и юрист.
През 179 пр.н.е. той е претор с брат си Публий в Сицилия. През 174 пр.н.е. Квинт става консул с колега Спурий Постумий Албин Павлул. През 171 пр.н.е. като военен трибун на консул Публий Лициний Крас участва в започването на войната против Персей от Македония.